# Aarhus Unge Tonekunstnere
Aarhus Unge Tonekunstnere (AUT) er en koncertforening, som blev oprettet i 1966.
Med fokus på kunstmusikken arrangerer AUT årligt koncerter, hvor hovedvægten i repertoiret er lagt på den nyskrevne musik og navnlig på musik af komponister fra landsdelen. AUT arrangerede en årlig festival, CRUSH, som fandt sted sidst i november, fra 2004 til 2010. 
I 2007 oprettedes en studiegruppe for ny musik på Det Jyske Musikkonservatorium i samarbejde med AUT. Studiegruppens aktiviteter indebar bl.a. deltagelse i koncerter, foredrag med komponister, dirigenter, m.fl., oplæg og diskussioner om ny musik og gav derved de studerende bedre muligheder for at stifte bekendtskab med den ny musik. Studiegruppen opløstes i 2011 med formand Henrik Larsens afgang.
Studiegruppesamarbejdet er blevet afløst af et nyt samarbejde med komponistklassen på Det Jyske Musikkonservatorium, som netop nu oplever en opblomstring med ansættelsen af Simon Steen-Andersen som lærer.

## AUTs formænd
- 1966-1968: Mogens Helmer Petersen
- 1969-1971: Henning Nielsen
- 1972-1975: Mogens Helmer Petersen
- 1976-1977: Kjeld Mardahl
- 1978-1981: Karl Aage Rasmussen
- 1982: Svend Nielsen
- 1983-1984: Kjeld Mardahl
- 1985-1988: John Frandsen
- 1989-1990: Niels Marthinsen
- 1991-1997: Bo Gunge
- 1998-1999: Lasse Laursen
- 2000-2005: Thomas Agerfeldt Olesen
- 2005-2011: Henrik Larsen
- 2011-2017: Line Tjørnhøj
- 2017-2018: Allan Gravgaard Madsen
- 2018-2023: Frederik Sakham
- 2023-: Matthew Grouse